# 鲁贝
鲁贝（法語：Roubaix，法語：[ʁubɛ] ⓘ），法国北部城市，上法兰西大区北部省的一个市镇，隶属于里尔区，其市镇面积为13.23平方公里，2022年1月1日时人口数量为99,507人，是该省人口第二多的市镇，在法国城市中排名第44位。
鲁贝位于诺尔省中部，距离里尔市区大约9公里，历史上是一个主要的纺织工业中心，现代则是里尔近郊的卫星城，并为里尔欧洲都会区的重要组成部分，通过里尔地铁2号线及有轨电车连接里尔市区。鲁贝也因巴黎–魯貝自行车赛而闻名，后者是一项国际性的自行车赛事。法国政治人物让-巴蒂斯特·勒巴出生于鲁贝，当地有多处道路设施以其命名。

## 地名
“鲁贝”一名来源于拉丁语单词，而该词汇本身可能来源于某种日耳曼语言，其前半部分“Rus”意为“芦苇”，其现代法语形式为；而后缀“baci”则与古法兰克语中的“baki”同源，意为“小溪”，今与之同源有德国诸多城市以及法国东北部城市福尔巴克（Forbach）的地名后缀“-bach”，以及荷兰、比利时诸多城市名的地名后缀“-beek”。
在部分中文文献中，被翻译为了“鲁拜”。

## 历史

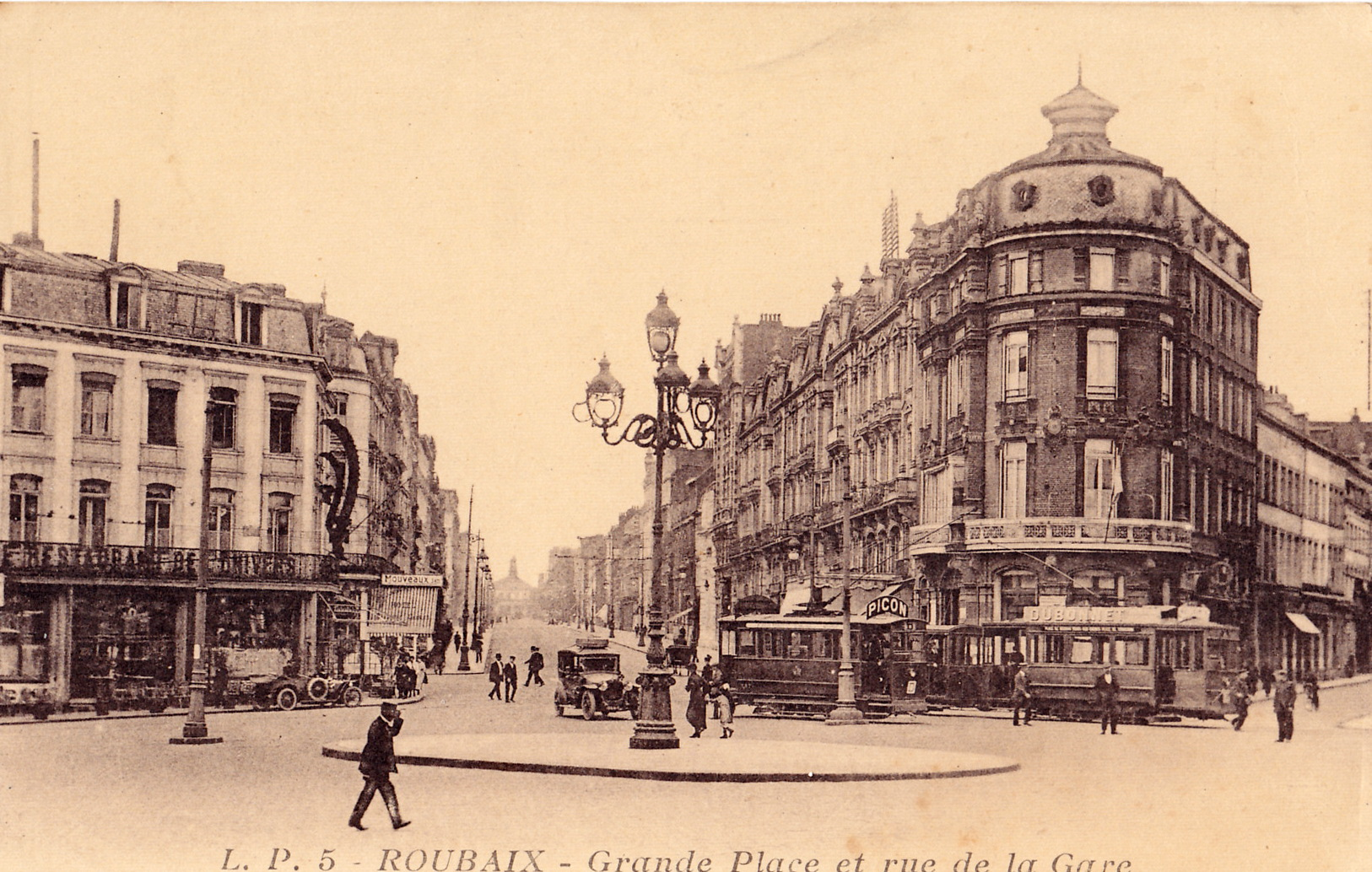
20世纪初的鲁贝市中心

鲁贝最初于公元9世纪被记载，彼时为天主教图尔奈教区的一处领地。1202年，鲁贝的领主奥特贝尔（Otbert de Roubaix）参与了第四次十字军东征。英法百年战争期间，勃艮第国王约翰于1414年在此建立了埃什维纳日（一个司法行政机构），此后鲁贝逐渐成为一个区域性的行政中心。中世纪末期，鲁贝已成为一个人口超过3,000的大型商业市镇。16世纪末，里什堡家族成为鲁贝的统治者。法国大革命后，鲁贝成为诺尔省的一个市镇，工业革命期间，鲁贝因纺织业而得到发展，并因运河及铁路的开通而成为重要的商业中心。二十世纪初，鲁贝人口数量一度达到12.4万，当地鼎盛时期有267家各类工厂。1929年经济危机后，鲁贝开始逐渐衰落，二战后大批工厂关闭，出现了“逆城市化”发展，对鲁贝的经济社会造成严重影响。二十世纪末，随着里尔的城市扩张以及里尔地铁的建成，鲁贝成为里尔的重要卫星城。

## 地理

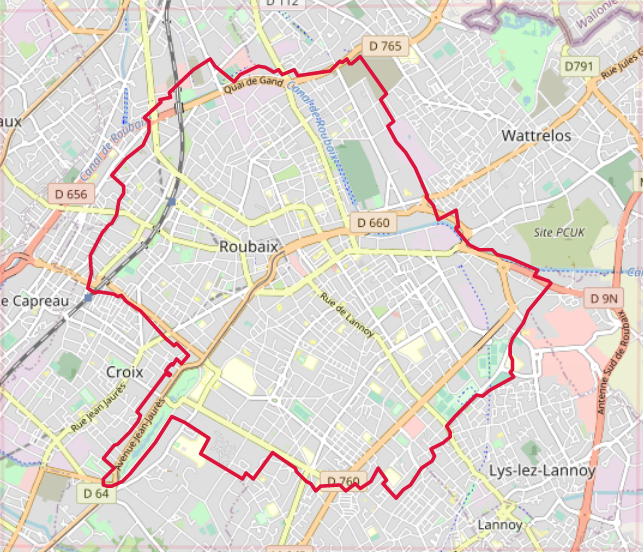
鲁贝市镇范围地图

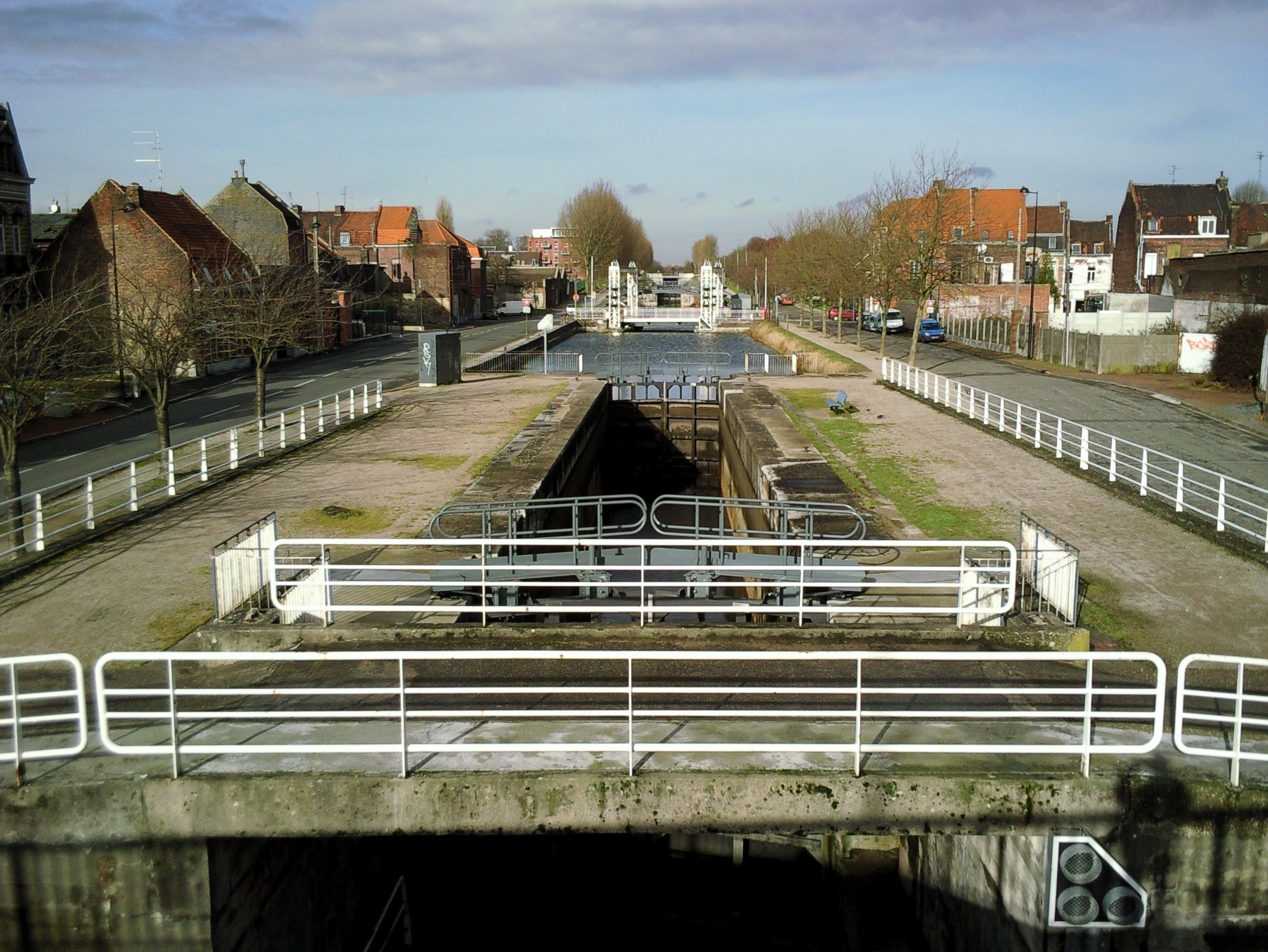
鲁贝运河

鲁贝位于法国北部，上法兰西大区北部和诺尔省中北部，其境内大部分土地得到了城市化开发。鲁贝距离省会里尔大约9公里，距离比利时边境则不到2公里。与鲁贝接壤的市镇包括：瓦特勒洛、圖爾寬、克鲁瓦、埃姆、莱尔斯、利斯莱拉努瓦、瓦斯卡勒。

### 地形
鲁贝位于佛兰德低地平原南部，境内地势平坦，全境海拔在17到52米之间。

### 水文
人工开凿的鲁贝运河从鲁贝市区穿过，该河连接了斯海尔德河与利斯河，在20世纪初是重要的工业运输通道，现代仍有航运价值。

### 植被
鲁贝属于温带落叶林区，市区内的主要绿地公园包括巴尔比约公园（Parc Barbieux）、特拉韦尔斯花园（Jardin de Traverse）等，均常年免费向公众开放。

### 气候
鲁贝在柯本气候分类法中属于温带海洋性气候。
鲁贝境内建有气象站，以下为该气象站的数据（其中日照数据取自里尔）：
| 鲁贝1981年－2019年  | 鲁贝1981年－2019年 | 鲁贝1981年－2019年 | 鲁贝1981年－2019年 | 鲁贝1981年－2019年 | 鲁贝1981年－2019年 | 鲁贝1981年－2019年 | 鲁贝1981年－2019年 | 鲁贝1981年－2019年 | 鲁贝1981年－2019年 | 鲁贝1981年－2019年 | 鲁贝1981年－2019年 | 鲁贝1981年－2019年 | 鲁贝1981年－2019年 |
| 月份                | 1月                | 2月                | 3月                | 4月                | 5月                | 6月                | 7月                | 8月                | 9月                | 10月               | 11月               | 12月               | 全年               |
| ------------------- | ------------------ | ------------------ | ------------------ | ------------------ | ------------------ | ------------------ | ------------------ | ------------------ | ------------------ | ------------------ | ------------------ | ------------------ | ------------------ |
| 历史最高温 °C（°F） | 15.5 (59.9)        | 18.5 (65.3)        | 22.8 (73.0)        | 28.5 (83.3)        | 33 (91)            | 35 (95)            | 37 (99)            | 37.5 (99.5)        | 31 (88)            | 27 (81)            | 20 (68)            | 15.5 (59.9)        | 37.5 (99.5)        |
| 平均高温 °C（°F）   | 6.7 (44.1)         | 7.5 (45.5)         | 11.1 (52.0)        | 14.7 (58.5)        | 18.7 (65.7)        | 21.3 (70.3)        | 23.8 (74.8)        | 23.9 (75.0)        | 20.2 (68.4)        | 15.6 (60.1)        | 10.5 (50.9)        | 7.2 (45.0)         | 15.1 (59.2)        |
| 日均气温 °C（°F）   | 4.1 (39.4)         | 4.5 (40.1)         | 7.4 (45.3)         | 10.1 (50.2)        | 13.9 (57.0)        | 16.6 (61.9)        | 18.9 (66.0)        | 18.9 (66.0)        | 15.7 (60.3)        | 11.9 (53.4)        | 7.7 (45.9)         | 4.8 (40.6)         | 11.2 (52.2)        |
| 平均低温 °C（°F）   | 1.6 (34.9)         | 1.5 (34.7)         | 3.7 (38.7)         | 5.5 (41.9)         | 9.2 (48.6)         | 11.9 (53.4)        | 14 (57)            | 13.9 (57.0)        | 11.2 (52.2)        | 8.2 (46.8)         | 4.8 (40.6)         | 2.4 (36.3)         | 7.3 (45.1)         |
| 历史最低温 °C（°F） | −14.5 (5.9)        | −12.5 (9.5)        | −6.5 (20.3)        | −2.5 (27.5)        | −1 (30)            | 3 (37)             | 6 (43)             | 5 (41)             | 3 (37)             | −3.5 (25.7)        | −7 (19)            | −10.5 (13.1)       | −14.5 (5.9)        |
| 平均降水量 mm（）   | 69.8 (2.75)        | 54.6 (2.15)        | 63.9 (2.52)        | 53.3 (2.10)        | 67.8 (2.67)        | 71.6 (2.82)        | 74.2 (2.92)        | 70 (2.8)           | 68 (2.7)           | 77.1 (3.04)        | 81.5 (3.21)        | 81.4 (3.20)        | 833.2 (32.80)      |
| 月均日照時數        | 65.5               | 70.7               | 121.1              | 172.2              | 193.9              | 206                | 211.3              | 199.5              | 151.9              | 114.4              | 61.4               | 49.6               | 1,617.5            |
| 来源：infoclimat.fr |                    |                    |                    |                    |                    |                    |                    |                    |                    |                    |                    |                    |                    |

## 行政区划
鲁贝是法国上法兰西大区诺尔省的一个市镇，编号为59512。鲁贝隶属于里尔区和诺尔省第八选区，管理鲁贝第一县和第二县，同时也是里尔欧洲都会区的组成部分。
鲁贝市镇被划为5个街区，并实行街区自治制度。
法国国家统计与经济研究所（简称）在进行数据统计时，将鲁贝及相邻的另外58个市镇设为里尔城市核心区，并将包括核心区在内的周边共130个市镇划为里尔城市区。自2020年起，里尔城市区被包含201个市镇的里尔城市辐射区代替。同时，还将鲁贝市镇分为了38个“块区”（IRIS），以便于统计人口分布情况。

## 交通

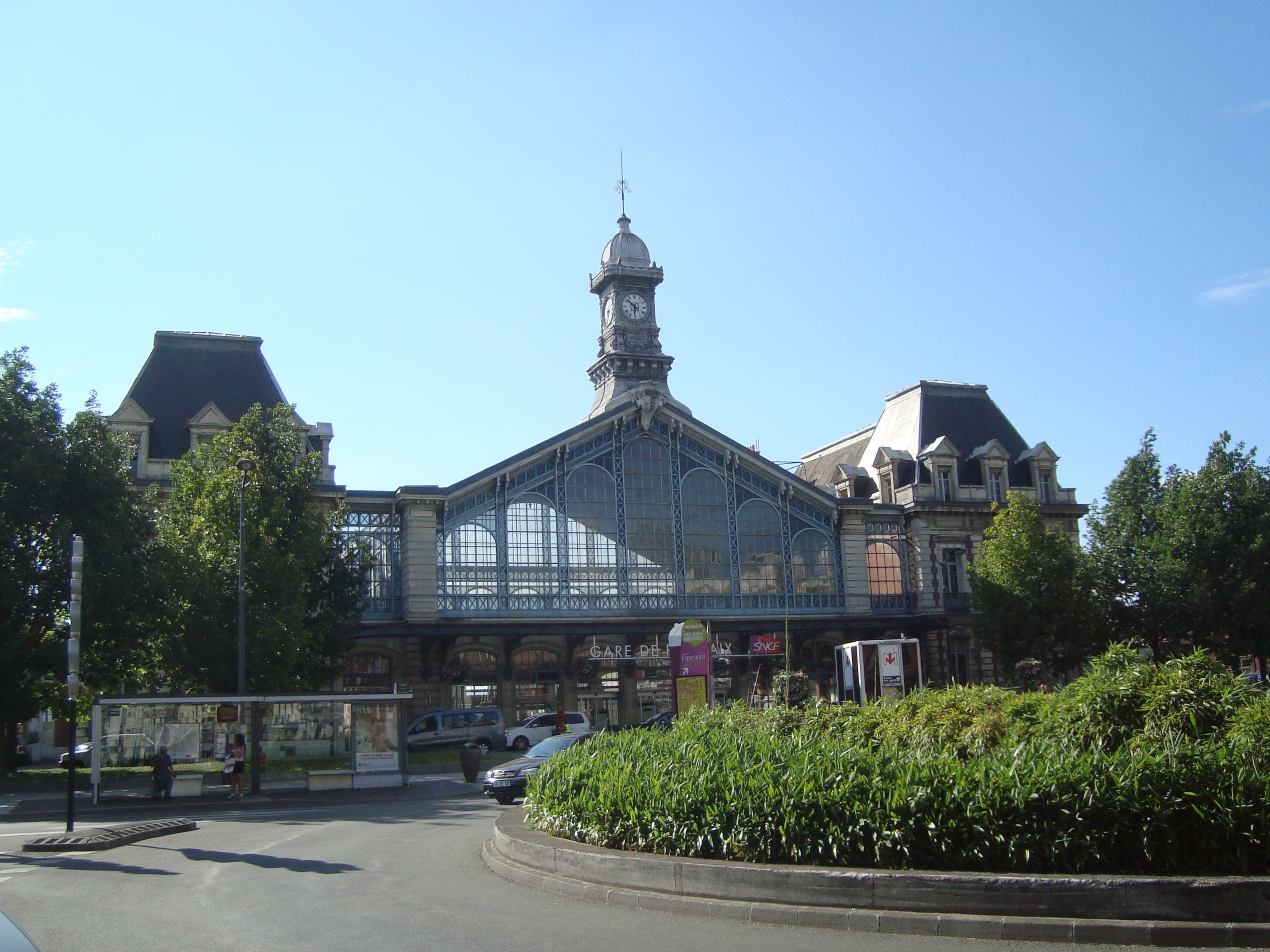
鲁贝火车站

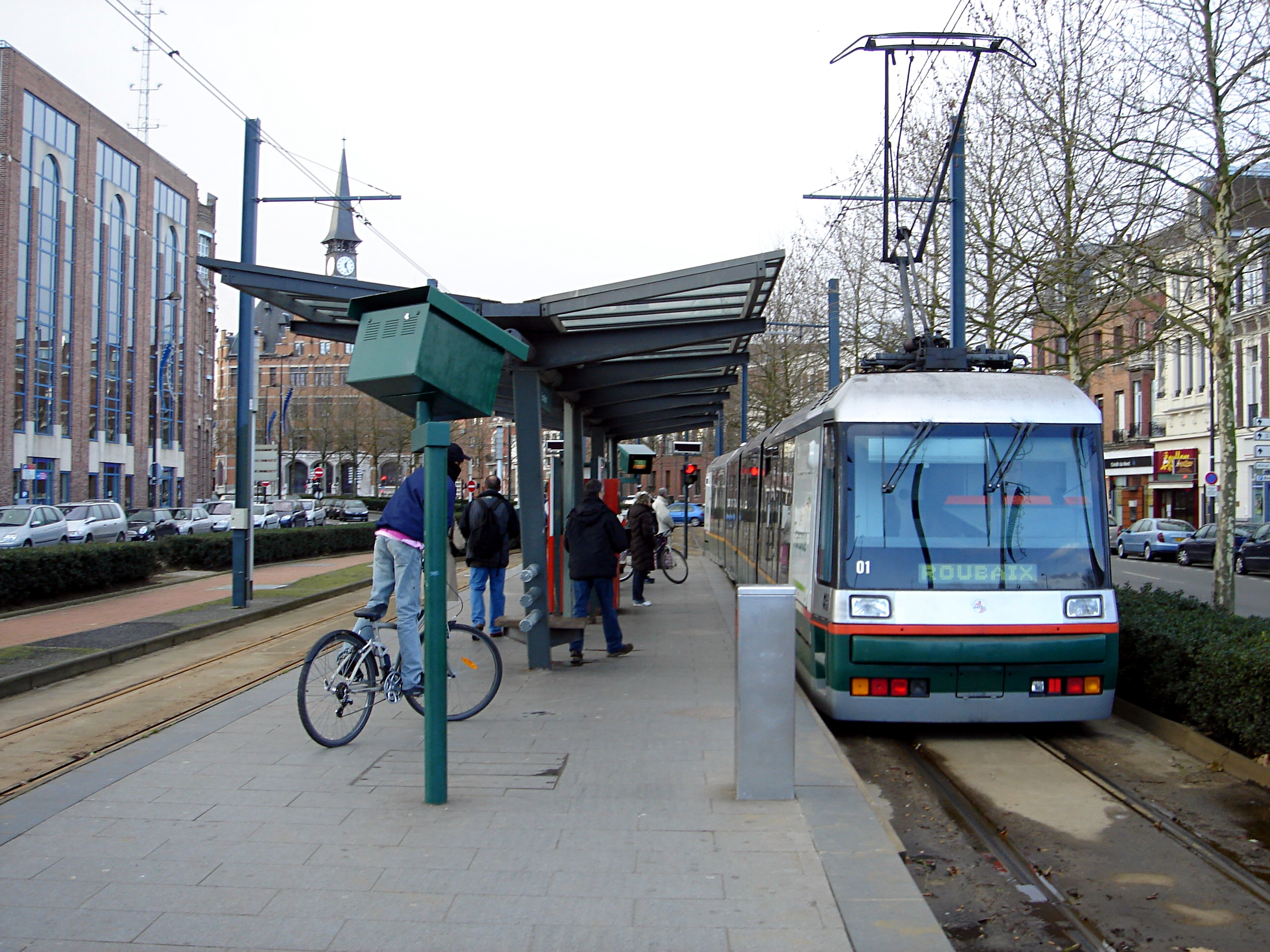
途径鲁贝境内的有轨电车R线

### 公路
多条诺尔省省道在鲁贝境内交汇，大部分道路都已完成城市化改造。上法兰西大区下属的城际客运提供巴士226线，可前往锡苏万。
2017年，55.5%的鲁贝家庭拥有至少一辆的私人汽车。2018年，鲁贝境内共发生各类交通事故49起，造成4人遇难，58人受伤。

### 铁路
鲁贝位于里尔－穆斯克龙铁路上。鲁贝站位于市区西部，该站每天停靠约2班可直达巴黎的高速列车，并往返于里尔和穆斯克龙一线的80号区域列车。

### 航空
距离鲁贝最近的民用航空站为里尔机场，距离鲁贝市中心的公路里程约20公里。

### 城市公共交通
鲁贝是里尔都会公共交通（商业名称为，2019年以前称为”“）的服务范围。截至2021年2月，该系统的多条线路途径鲁贝市区：
- 里尔地铁2号线，在鲁贝境内设有9个车站。
- 里尔-鲁贝-图尔宽有轨电车，其中R支线连接图尔宽市区。
- 14条公交线路

## 政治

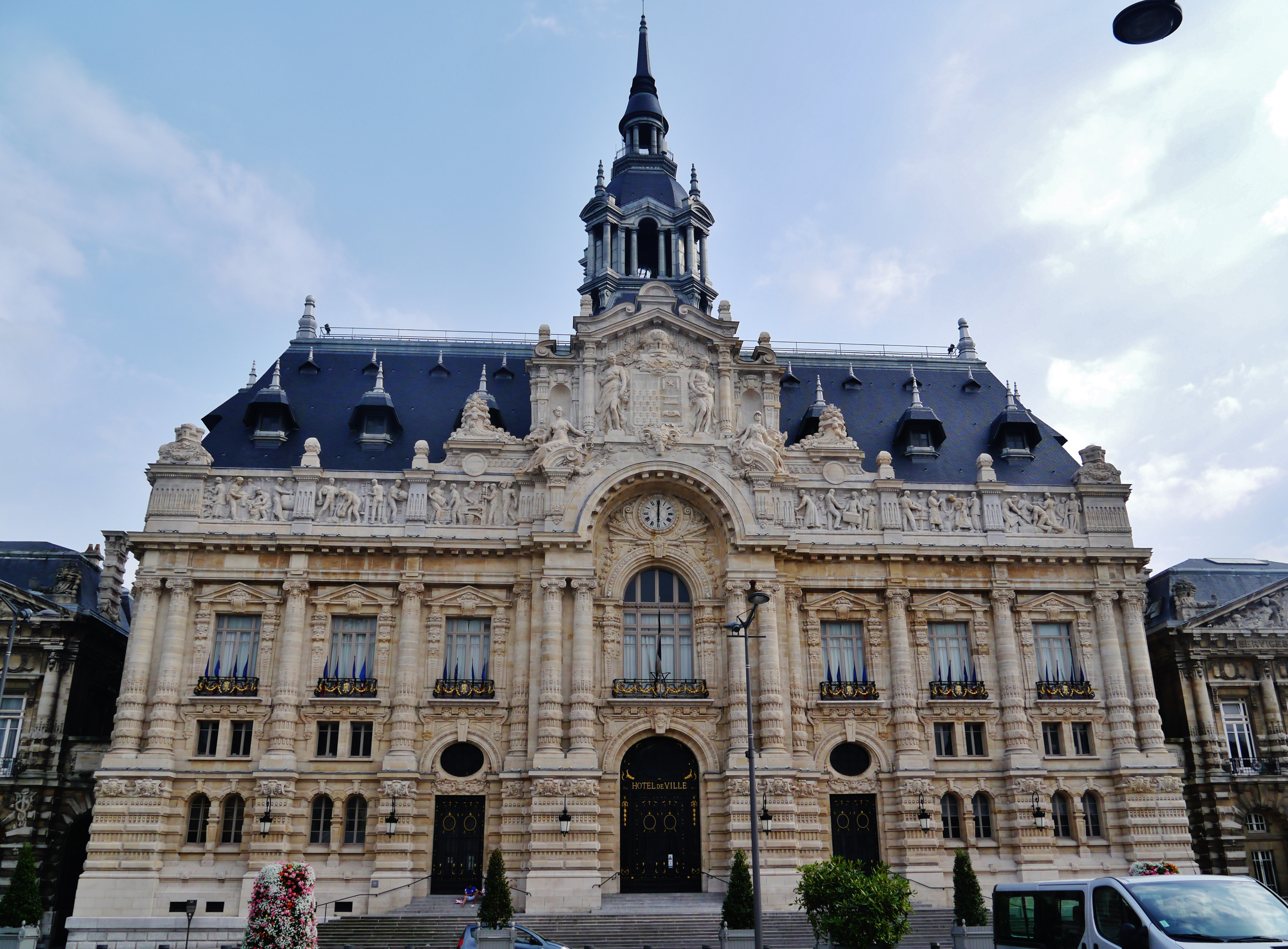
鲁贝市政厅

鲁贝的现任市长为纪尧姆·代尔巴先生（Guillaume Delbar），他是一名右翼无党派人士，在2020年的市政选举中获得了56.21%的支持率。
在2017年的法国总统大选中，法国第25任总统埃马纽埃尔·马克龙在鲁贝获得了74.62%的支持率。
| 鲁贝历届市长   |                   |                                              |
| 任期           | 市长              | 党派                                         |
| 1944年－1977年 | 维克多·普罗沃     | SFIO工人国际法国支部 →PS社会党               |
| 1977年－1983年 | 皮埃尔·普鲁沃斯特 | PS社会党                                     |
| 1983年－1994年 | 安德烈·迪利让     | UDF法国民主联盟                              |
| 1994年－2012年 | 勒内·范迪伦东克   | UDF法国民主联盟 →DVG左翼无党派人士 →PS社会党 |
| 2012年－2014年 | 皮埃尔·迪布瓦     | PS社会党                                     |
| 2014年－       | 纪尧姆·代尔巴     | UMP人民运动联盟 →LR共和黨 →DVD右翼无党派人士 |

## 人口
2017年，鲁贝市镇人口数量为96,990，在法国排名第44位。其中男性47,252人，女性49,738人，75岁及以上人口占4.8%，外籍人口数量为27,770人，人口密度为7,331人/平方公里，当地居民被称为（男性）或（女性）。2018年，鲁贝境内出生1,792人，死亡人口705人。
| 年份   | 1936    | 1946    | 1954    | 1962    | 1968    | 1975    | 1982    | 1990   | 1999   | 2006   | 2011   | 2016   | 2018   |
| ------ | ------- | ------- | ------- | ------- | ------- | ------- | ------- | ------ | ------ | ------ | ------ | ------ | ------ |
| 人口數 | 107,105 | 100,978 | 110,067 | 112,856 | 114,547 | 109,553 | 101,602 | 97,746 | 96,984 | 97,952 | 94,186 | 96,412 | 98,089 |

## 经济
鲁贝是一个区域性的中心城市，当地共有各类用人单位13,097家，平均历史为14年，其中98.13%为中小型企业（PME）。（行政管理）、（服饰）及（建筑）是当地2019年营业额最高的三个企业，分别为491,363,430欧元、427,841,139欧元和147,607,609欧元。

## 财政收入
2019年，鲁贝的财政收入总额为154,142,000欧元，财政支出总额为137,631,000欧元，当年的债务总额为114,622,000欧元。
2015年，鲁贝的人均月收入总额为2,092欧元，其中高级职员为3,955欧元，中级职员为2,257欧元，普通职员为1,740欧元。
2017年，鲁贝境内的青壮年（15至64岁）失业率为31.7%，当地26.3%的家庭拥有纳税资格。

## 社会事务

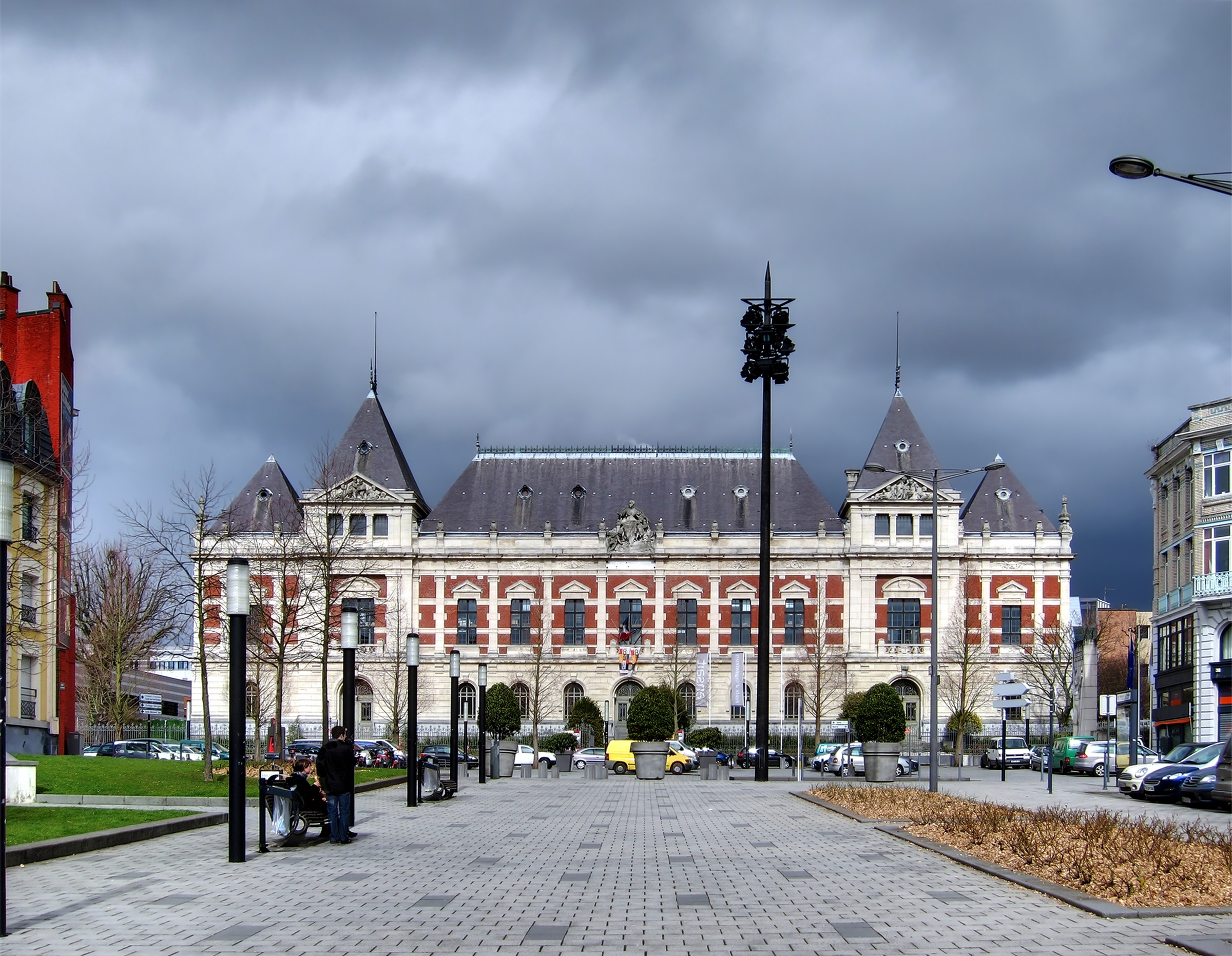
国立高等纺织艺术学校主楼

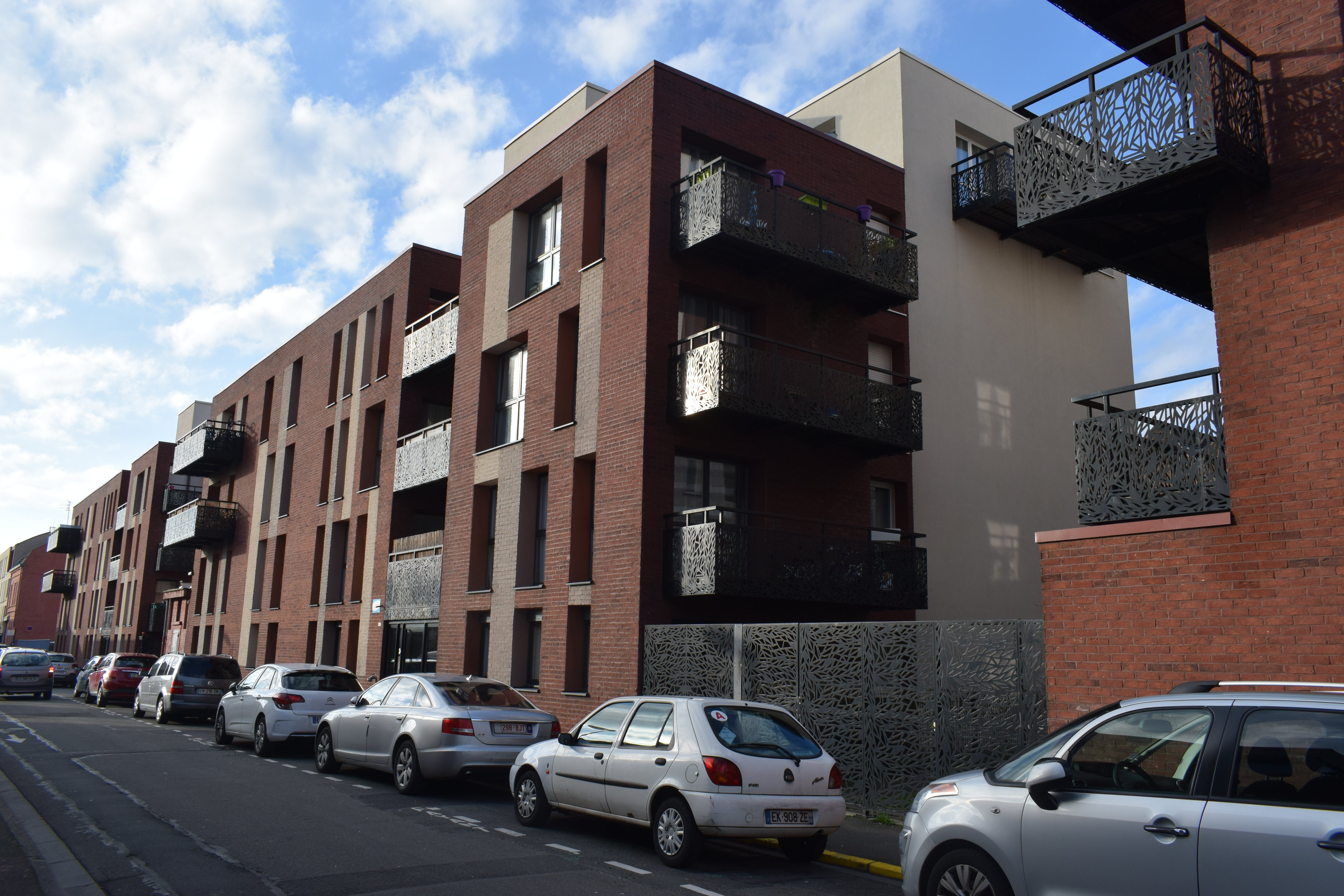
现代居民区

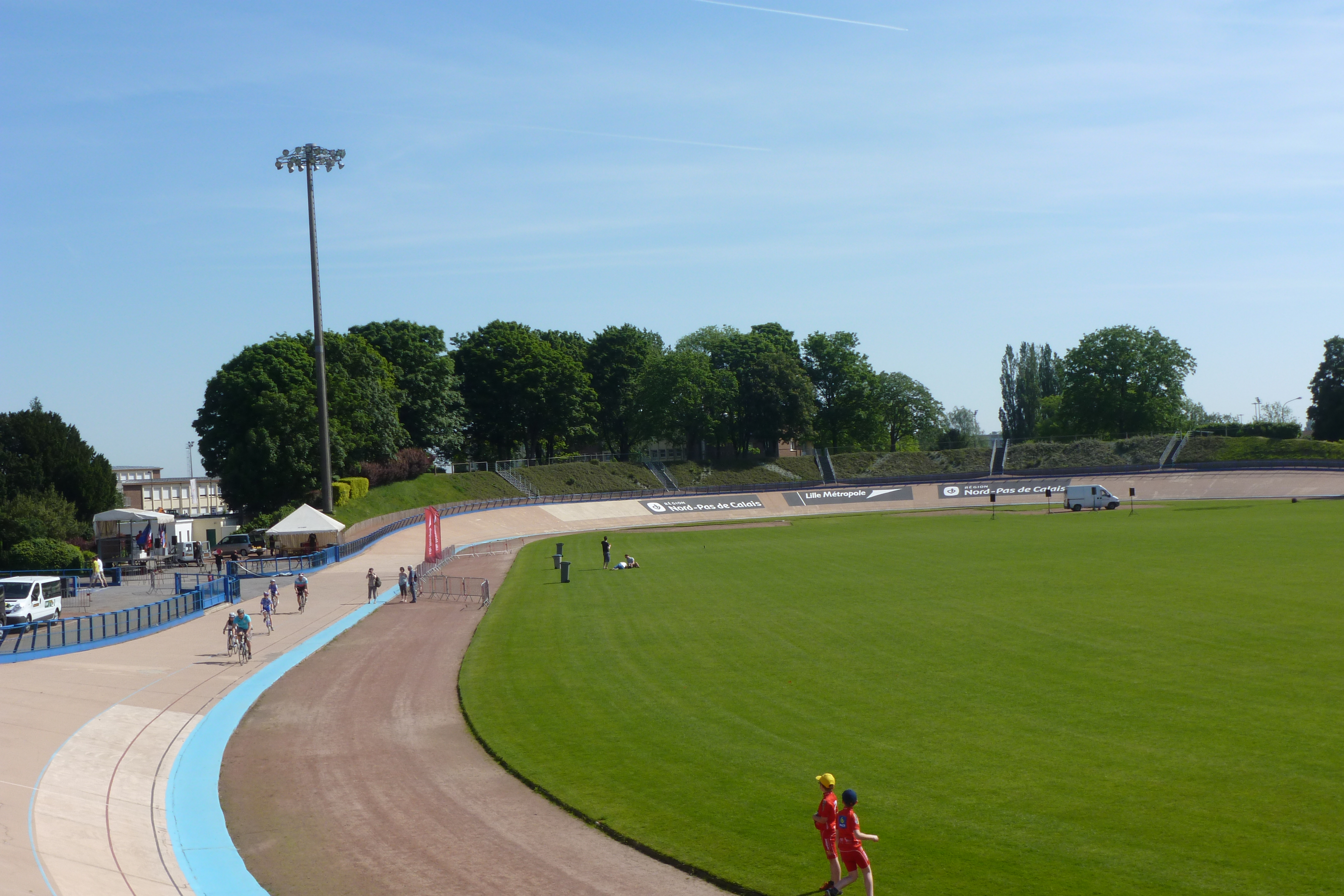
自行车赛道

### 教育
鲁贝属于里尔学区。截止2019年1月1日，鲁贝境内共有17所幼儿园、46所小学、13所初级中学、7所普通高中和6所职业高中。2018至2019学年度，鲁贝境内共有在校中等教育阶段学生11,533名。
在高等教育方面，法国国立高等纺织艺术学校、里尔C大学技术学院以及里尔大学的语言学院设于鲁贝境内。

### 医疗
截止2019年1月1日，鲁贝境内共有全科医生124名、保健师127名、牙医55名、护士107名、耳科医生3名、眼科医生5名、皮肤科医生3名、助产士6名、儿科医生8名和妇科医生4名。境内共有药房41家、养老院11家、残疾人帮扶中心7家。
鲁贝中心医院（Centre Hospitalier de Roubaix）是法国的一个区域性医疗机构，其主病区医院“维克多·普罗沃与博蒙妇幼医院”（Hôpital Victor Provo et Maternité de Beaumont）位于鲁贝市区，设有床位688个，是当地规模最大的公立综合性医院。

### 住房
2017年，鲁贝境内共有各类住房41,166套，其中44.6%为独立式居民区，54.3%为集中式居民区。常住房屋占鲁贝市镇范围内居民建筑总量的88.3%。

### 商业
2019年，鲁贝境内共有各类实体商铺2,596家，其中餐厅496家、大型超市18家、杂货店122家、面包房90家、肉铺60家、书店23家、装饰品店16家、银行门店32家、美容美发店118家、汽车维修店121家。市区东部建有大型开放式商业街区。

### 体育
2019年，鲁贝境内共有2家游泳池、19间体育馆、1座综合体育场、12处网球场、10处足球或橄榄球场以及12处篮球或排球场。
鲁贝因巴黎–魯貝自行车赛而闻名，后者创建于1896年，是一项重要的国际性自行车赛事，其终点安德烈·佩特里厄自行车赛道亦是鲁贝境内主要的体育设施。
截至2021年2月，鲁贝境内共有18支注册足球俱乐部，其中鲁贝奥林匹克俱乐部（Olympique Club Roubaisien）于2020至2021赛季参加上法兰西大区足球联赛。此外鲁贝足球史上还曾有过鲁贝竞技俱乐部和鲁贝-图尔宽奥林匹克俱乐部两家足球队，历史上均曾参加过职业联赛。

### 环境
鲁贝的环境事务由其所属的公共社区负责。2019年，鲁贝境内共有38家污染企业。

### 治安
2019年，鲁贝市镇范围内有1处派出所。
2014年，鲁贝及附近地区共发生各类案件51,407起，其中盗窃类案件34,037起，经济类案件3,945起，毒品交易类案件2,932起。

## 文化
2019年，鲁贝境内共有3家剧场、1家电影院、1家博物馆和1家音乐厅。鲁贝市政府提供多媒体中心，向公众全年开放。

### 建筑
鲁贝境内有多处法国国家文物保护单位，其中鲁贝圣马丁教堂、鲁贝圣埃利萨贝特教堂、泳池博物馆等为当地的代表性建筑物。

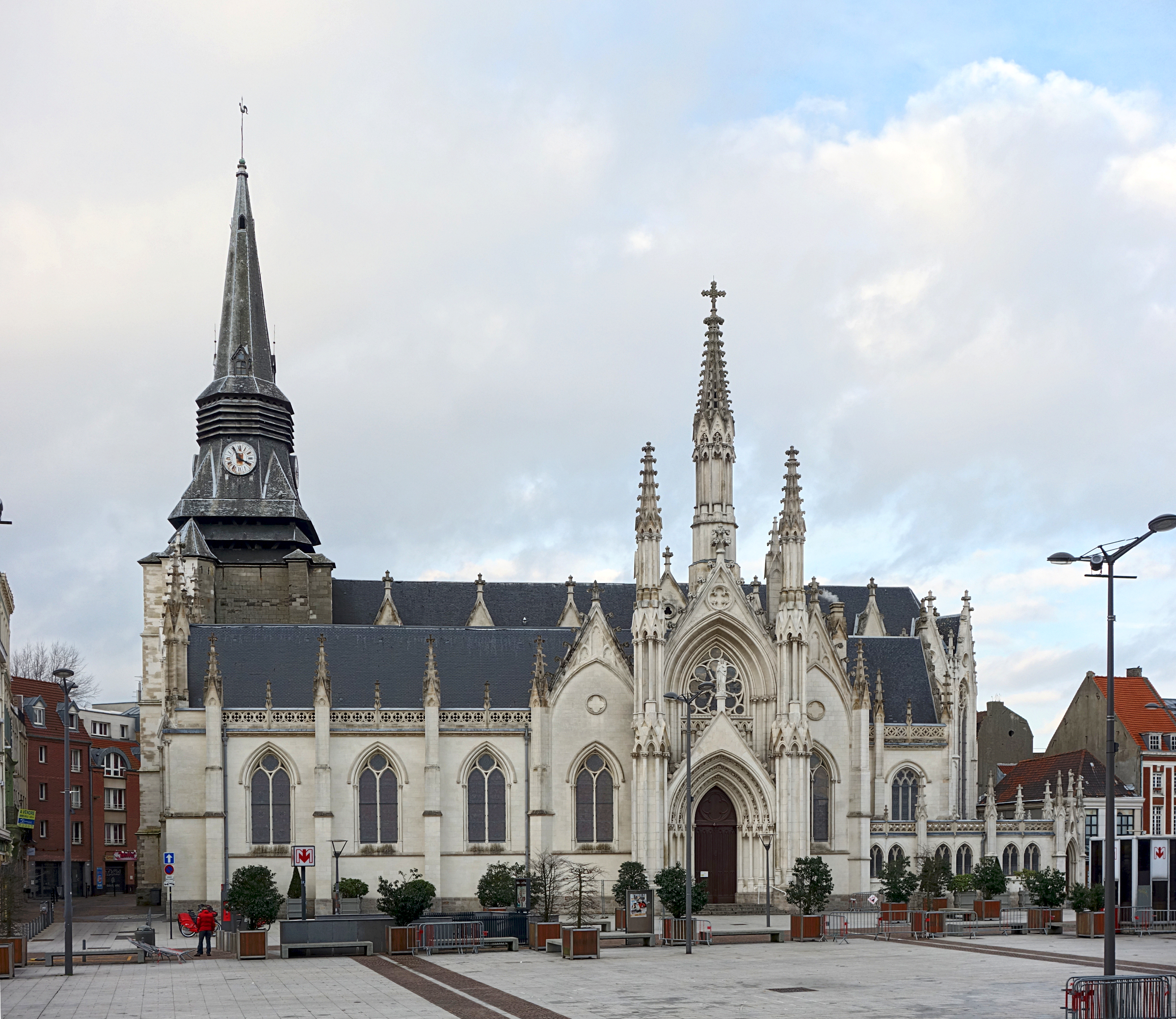
圣马丁教堂（法语：Église Saint-Martin de Roubaix）
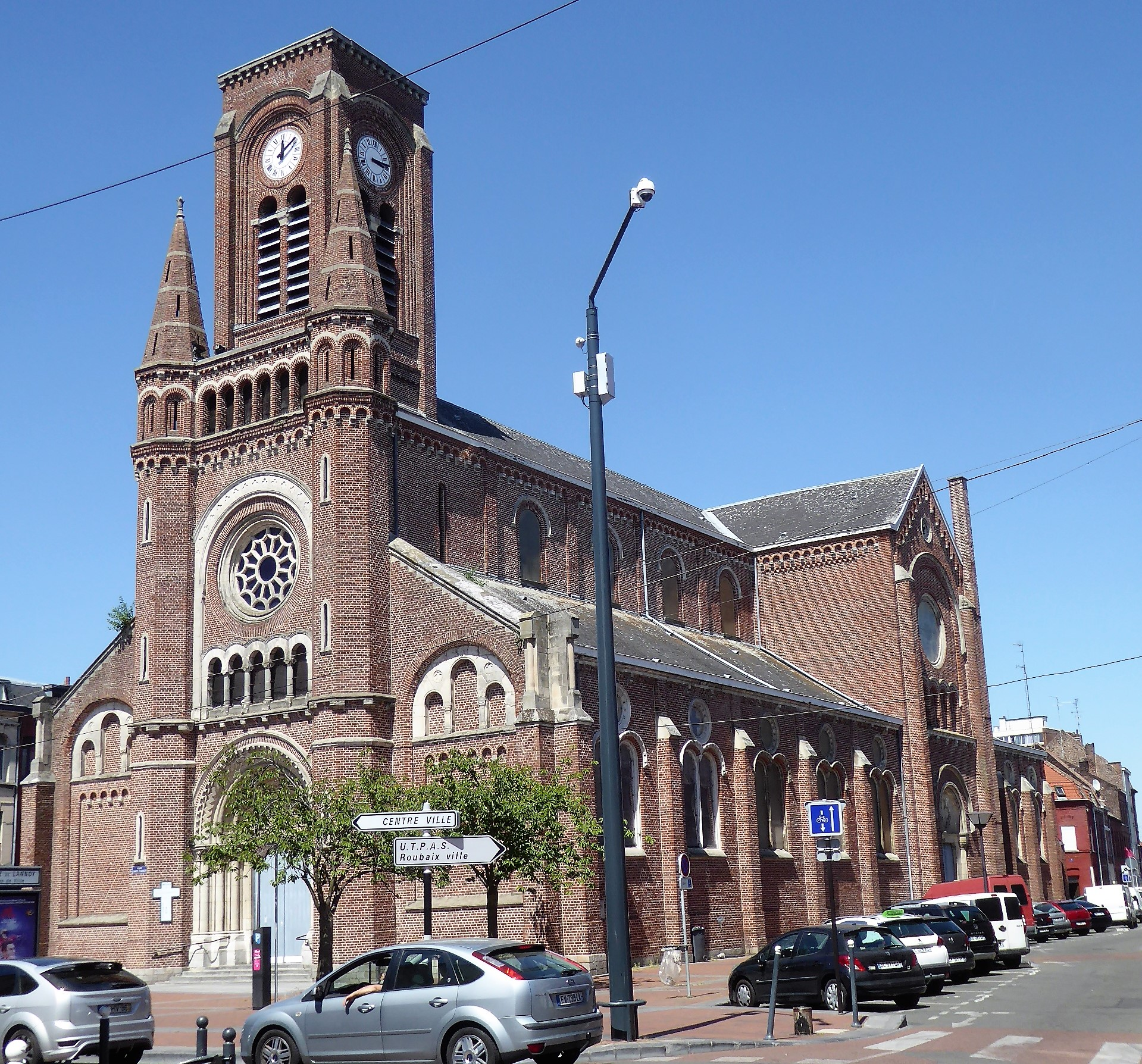
圣埃利萨贝特教堂（法语：Église Sainte-Élisabeth de Roubaix）
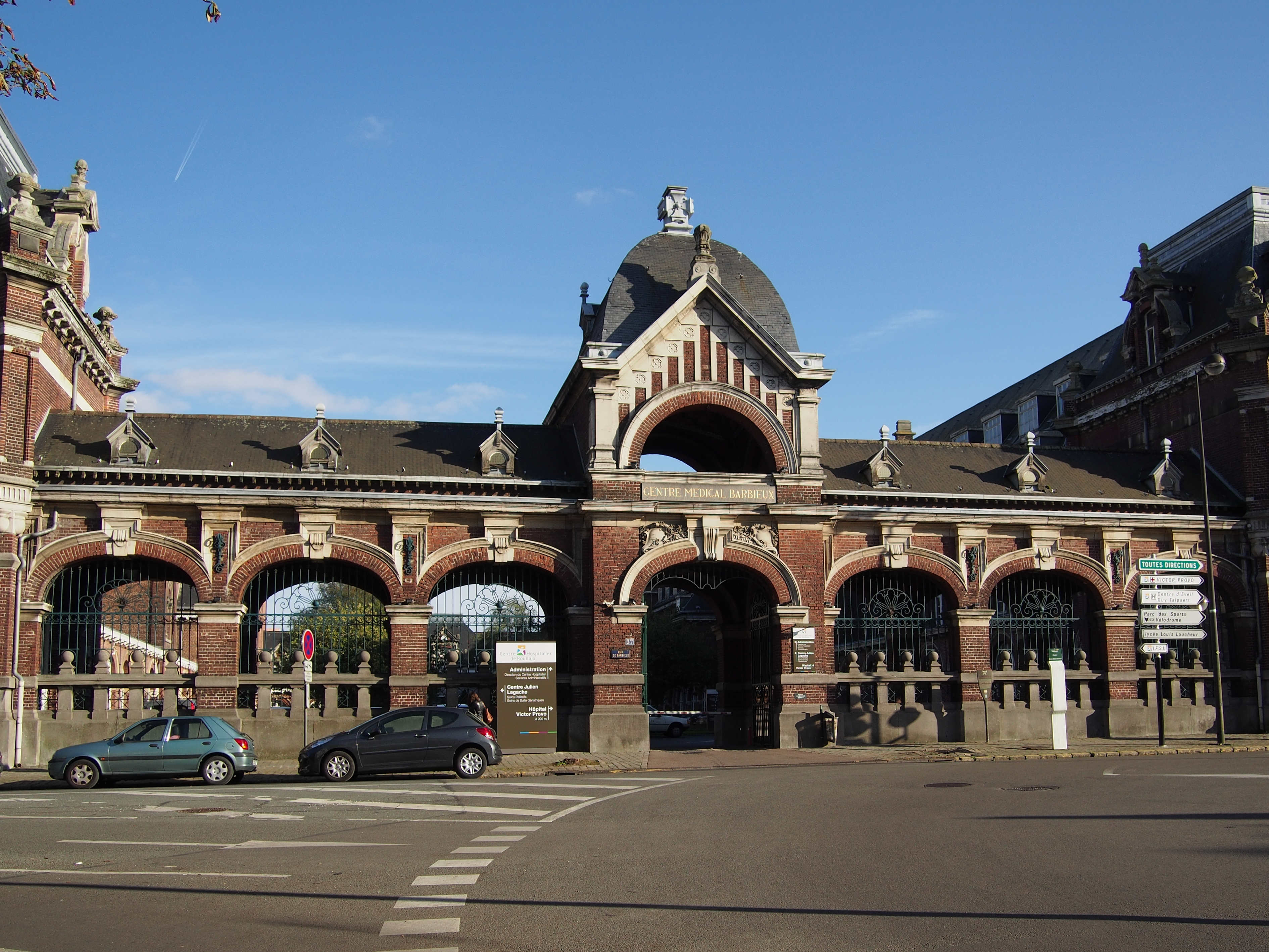
巴尔比厄门
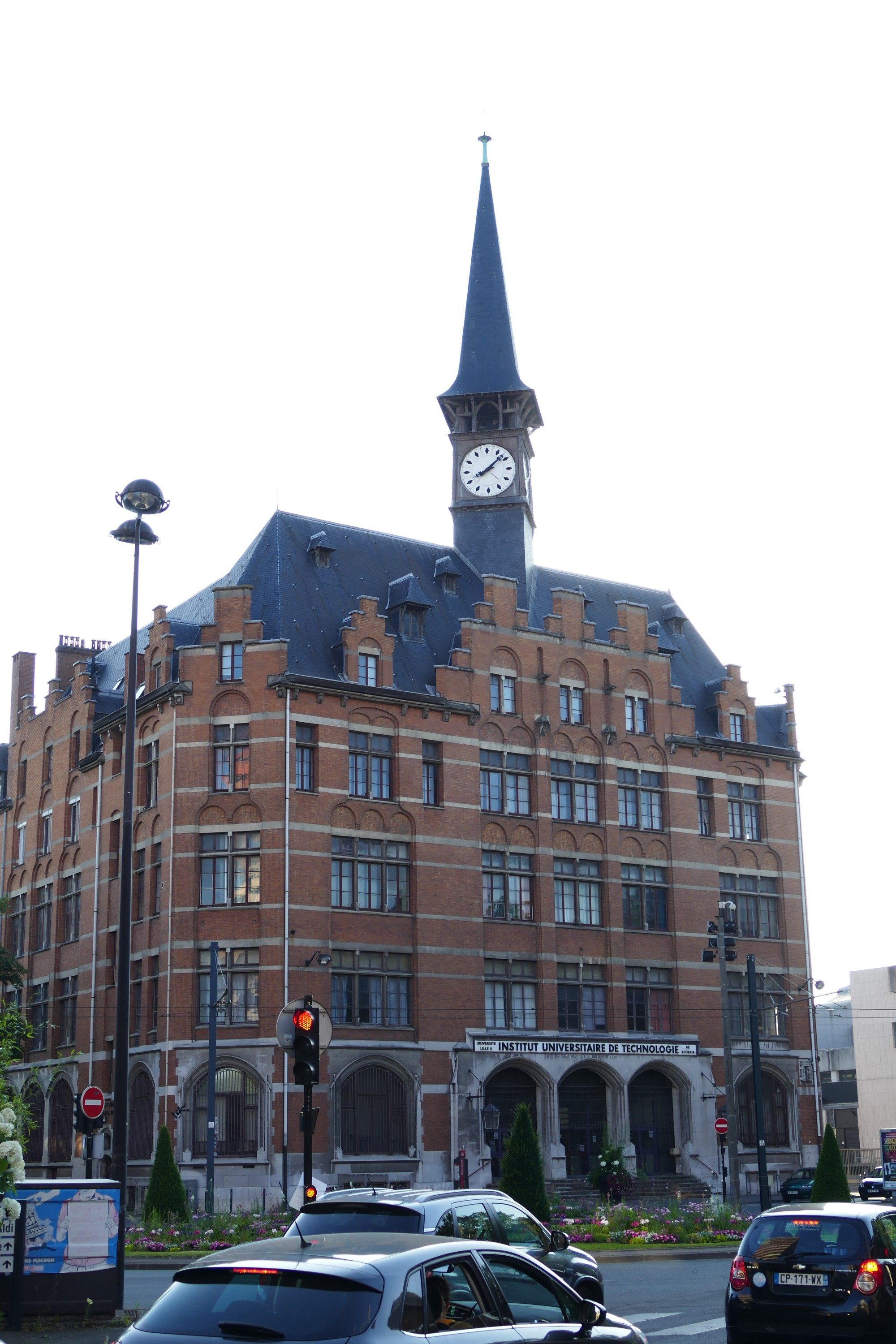
邮政大楼
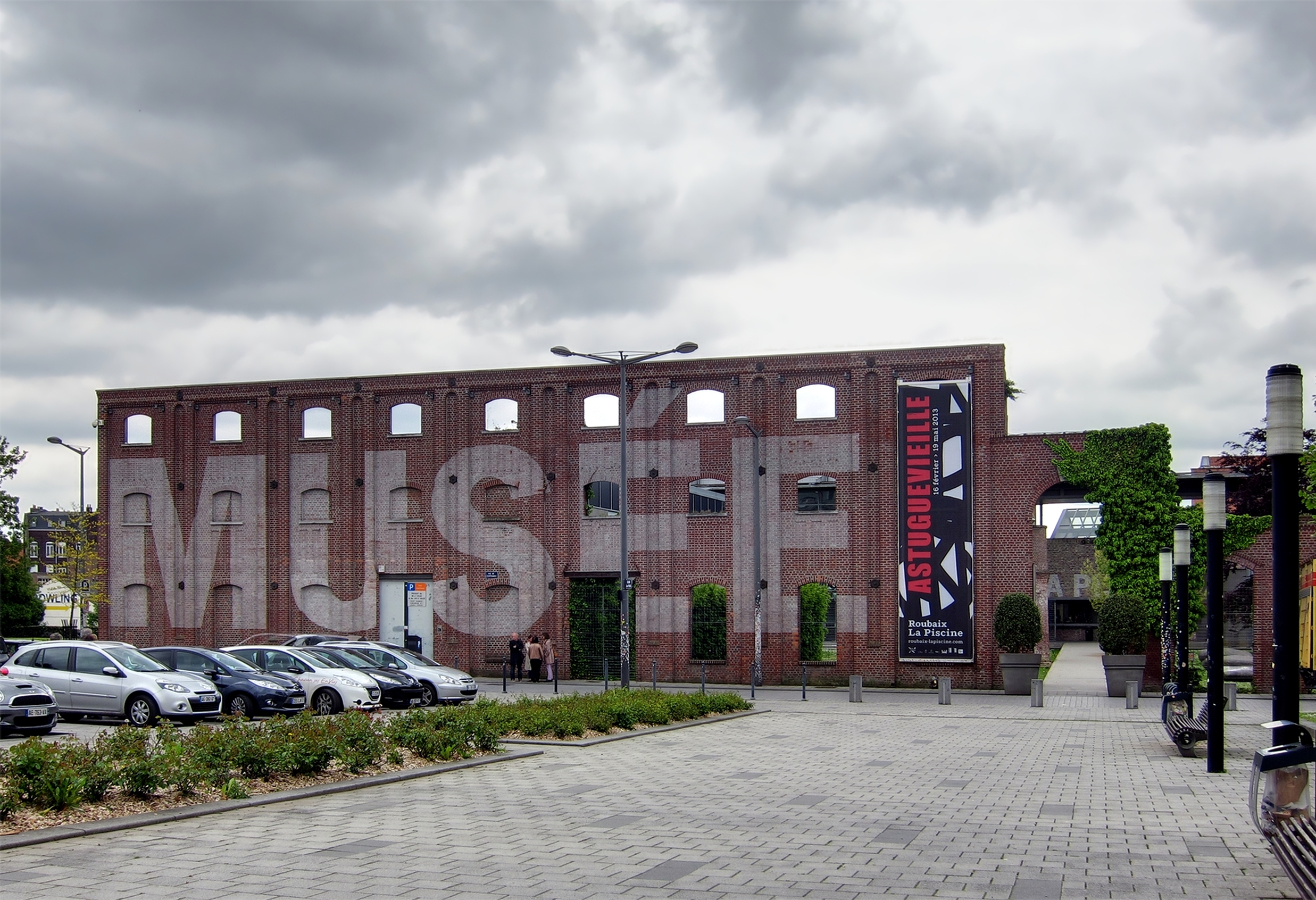
泳池博物馆（法语：La Piscine (musée)）
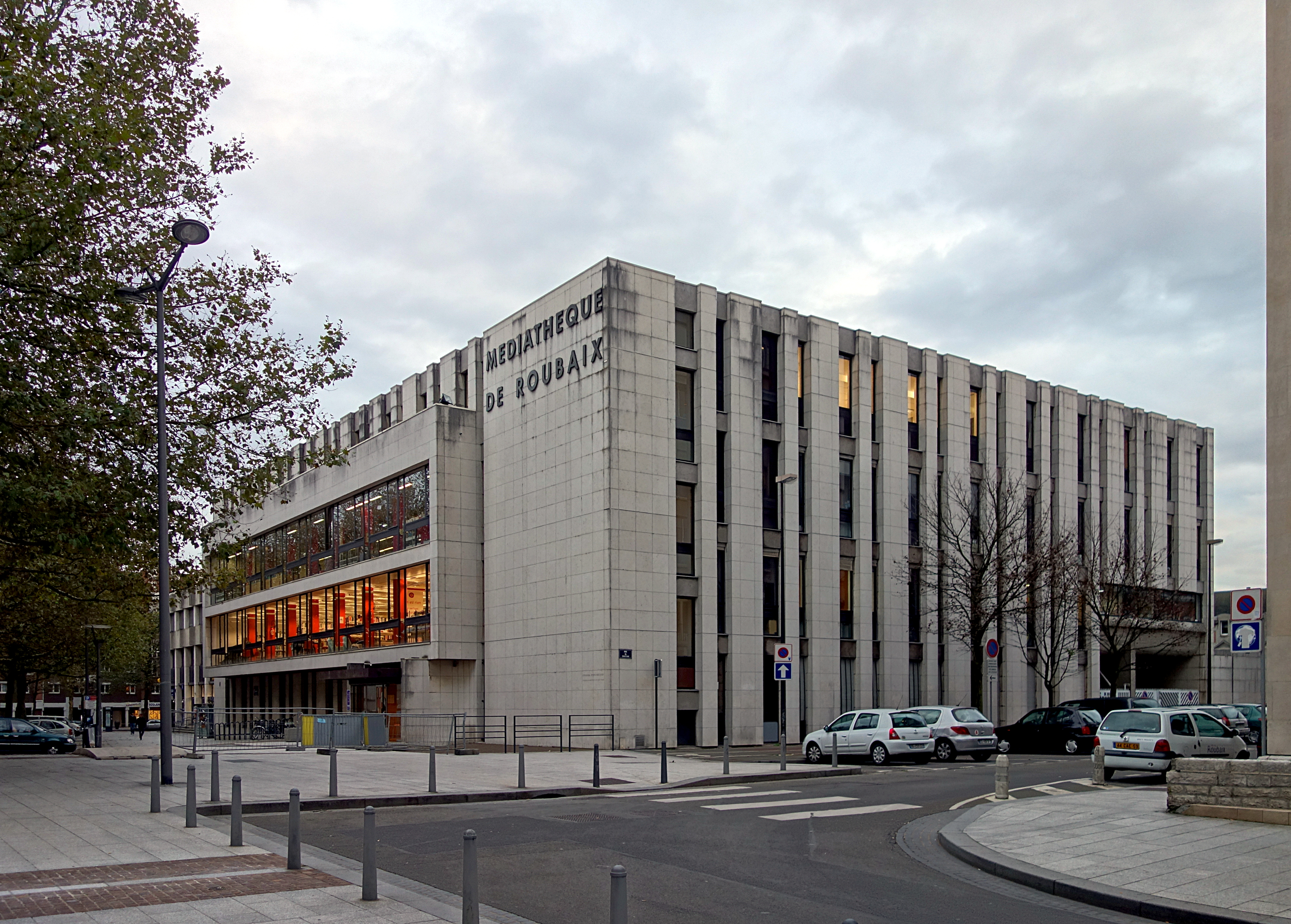
鲁贝多媒体中心
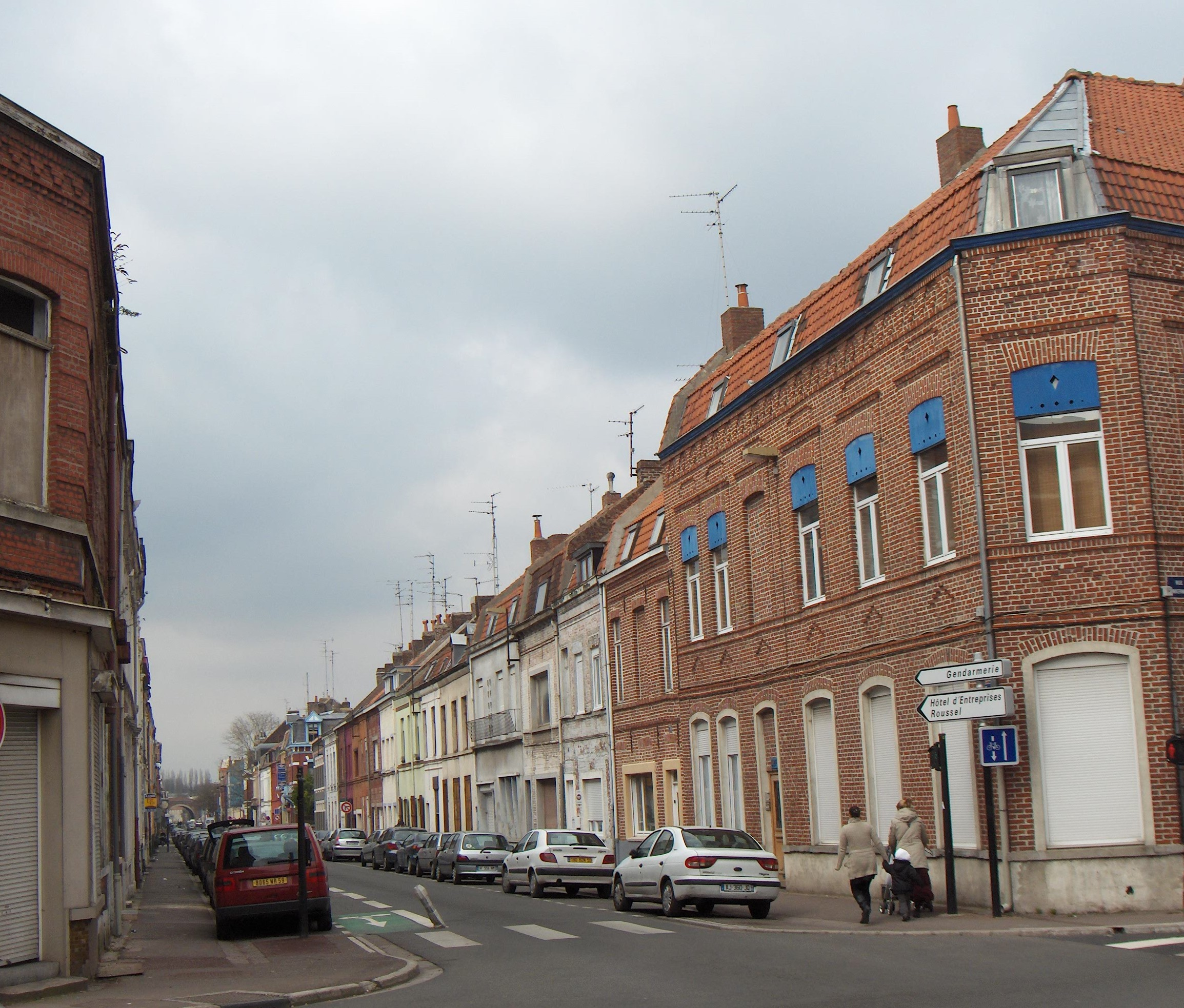
艺术街

### 旅游
鲁贝的旅游事务由其所属的公共社区负责。2020年，鲁贝境内共有5家宾馆共计380间房间。

### 媒体
法国主要的媒体均可在鲁贝接收，法国电视三台下属的上法兰西大区频道在部分时段播出鲁贝所属区域的地方新闻。

## 相关人物
法国政治人物让-巴蒂斯特·勒巴、法国前总理皮埃尔·弗林姆兰、企业家贝尔纳·阿尔诺和足球运动员安东尼·科卡尔特出生于鲁贝。

## 对外交流
截至2021年2月，鲁贝共与七座城市互为友好城市关系，另与三座城市建立了合作交流关系：

### 友好城市
| - 英格兰 布拉德福德（1969年） - 德国 门兴格拉德巴赫（1969年） - 比利时 韦尔维耶（1969年） - 北馬其頓 斯科普里（1973年） | - 義大利 普拉托（1981年） - 波蘭 索斯诺维茨（1993年） - 葡萄牙 科維良（2000年） |

### 合作建立城市
| - 阿尔及利亚 布维拉（2003年） | - 巴勒斯坦 Qabatiya（2012年） | - 巴西 圣路易斯（2019年） |